# Янсівілл (Північна Кароліна)
Янсівілл (англ. Yanceyville) — місто (англ. town) в США, в окрузі Касвелл штату Північна Кароліна. Населення — 1937 осіб (2020).

## Географія
Янсівілл розташований за координатами 36°24′49″ пн. ш. 79°20′33″ зх. д. / 36.41361° пн. ш. 79.34250° зх. д. (36.413595, -79.342474).  За даними Бюро перепису населення США в 2010 році місто мало площу 14,39 км², з яких 14,31 км² — суходіл та 0,08 км² — водойми.

### Клімат
| Клімат : Янсівілл                          | Клімат : Янсівілл | Клімат : Янсівілл | Клімат : Янсівілл | Клімат : Янсівілл | Клімат : Янсівілл | Клімат : Янсівілл | Клімат : Янсівілл | Клімат : Янсівілл | Клімат : Янсівілл | Клімат : Янсівілл | Клімат : Янсівілл | Клімат : Янсівілл | Клімат : Янсівілл |
| Показник                                   | Січ.              | Лют.              | Бер.              | Квіт.             | Трав.             | Черв.             | Лип.              | Серп.             | Вер.              | Жовт.             | Лист.             | Груд.             | Рік               |
| Середній максимум, °C                      | 8,8               | 10,9              | 16,2              | 21,3              | 25,7              | 30,6              | 31,7              | 30,8              | 27,2              | 21,4              | 16,3              | 10,2              | 20,9              |
| Середній мінімум, °C                       | −2,1              | −0,9              | 3,2               | 7,7               | 12,8              | 17,7              | 20,0              | 19,3              | 14,8              | 8,4               | 3,6               | −1,1              | 8,6               |
| Норма опадів, мм                           | 85                | 84                | 113               | 103               | 96                | 89                | 111               | 147               | 117               | 88                | 97                | 89                | 1219              |
| ------------------------------------------ | ----------------- | ----------------- | ----------------- | ----------------- | ----------------- | ----------------- | ----------------- | ----------------- | ----------------- | ----------------- | ----------------- | ----------------- | ----------------- |
| Джерело: xmACIS2 (Monthly Climate Normals) |                   |                   |                   |                   |                   |                   |                   |                   |                   |                   |                   |                   |                   |

## Демографія
Згідно з переписом 2010 року, у місті мешкало 2039 осіб у 650 домогосподарствах у складі 366 родин. Густота населення становила 142 особи/км².  Було 748 помешкань (52/км²).
Расовий склад населення:
| - 54,4 % — чорних або афроамериканців - 39,2 % — білих - 0,5 % — корінних американців - 0,4 % — азіатів - 0,1 % — вихідців з тихоокеанських островів - 1,6 % — осіб інших рас |

До двох чи більше рас належало 3,7 %. Частка іспаномовних становила 3,6 % від усіх жителів.
За віковим діапазоном населення розподілялося таким чином: 17,7 % — особи молодші 18 років, 65,0 % — особи у віці 18—64 років, 17,3 % — особи у віці 65 років та старші. Медіана віку мешканця становила 39,8 року. На 100 осіб жіночої статі у місті припадало 124,8 чоловіків;  на 100 жінок у віці від 18 років та старших — 135,3 чоловіків також старших 18 років.
Середній дохід на одне домашнє господарство  становив 25 593 долари США (медіана — 16 477), а середній дохід на одну сім'ю — 32 534 долари (медіана — 30 350). За межею бідності перебувало 44,9 % осіб, у тому числі 70,1 % дітей у віці до 18 років та 41,6 % осіб у віці 65 років та старших.
Цивільне працевлаштоване населення становило 405 осіб. Основні галузі зайнятості: мистецтво, розваги та відпочинок — 24,0 %, освіта, охорона здоров'я та соціальна допомога — 22,7 %, роздрібна торгівля — 19,3 %.